# Andrzej Boss
Andrzej Krzysztof Boss (ur. 17 września 1960 w Tarnowie) – polski złotnik, projektant biżuterii, przedmiotów użytkowych i małych formy rzeźbiarskich, profesor doktor habilitowany.

## Życiorys
Boss w latach 1981–1985 studiował w Państwowej Wyższej Szkole Sztuk Plastycznych w Łodzi na Wydziale Włókienniczym, w 1985 broniąc dyplom u prof. Andrzeja Szadkowskiego. Od tego roku zatrudniony na macierzystej uczelni. W 2008 został kierownikiem Katedry Biżuterii na ASP w Łodzi. W 2003 uzyskał stopień doktora habilitowanego w ramach dyscypliny artystycznej: wzornictwo. W 2010 roku został mu nadany tytuł profesora sztuk plastycznych. Wykłada zarówno na Akademii Sztuk Pięknych im. Wł. Strzemińskiego w Łodzi, jak i w Wyższej Szkole Technicznej w Katowicach.
Jest autorem ponad 20 wystaw indywidualnych oraz uczestnikiem ponad 150 wystaw zbiorowych na całym świecie. Jest autorem pracy „Labirynt”, będącej logo Stowarzyszenia Polski Szlak Bursztynowy z Wielunia.